# Thanh đạm mềm
Thanh đạm mềm hay thanh đạm hoa rủ (danh pháp hai phần: Coelogyne flaccida) là một loài phong lan.
Cây phân bố ở vùng Hymalaya. Tại Việt Nam, cây có ở thảo cầm viên Sài Gòn.

## Hình ảnh

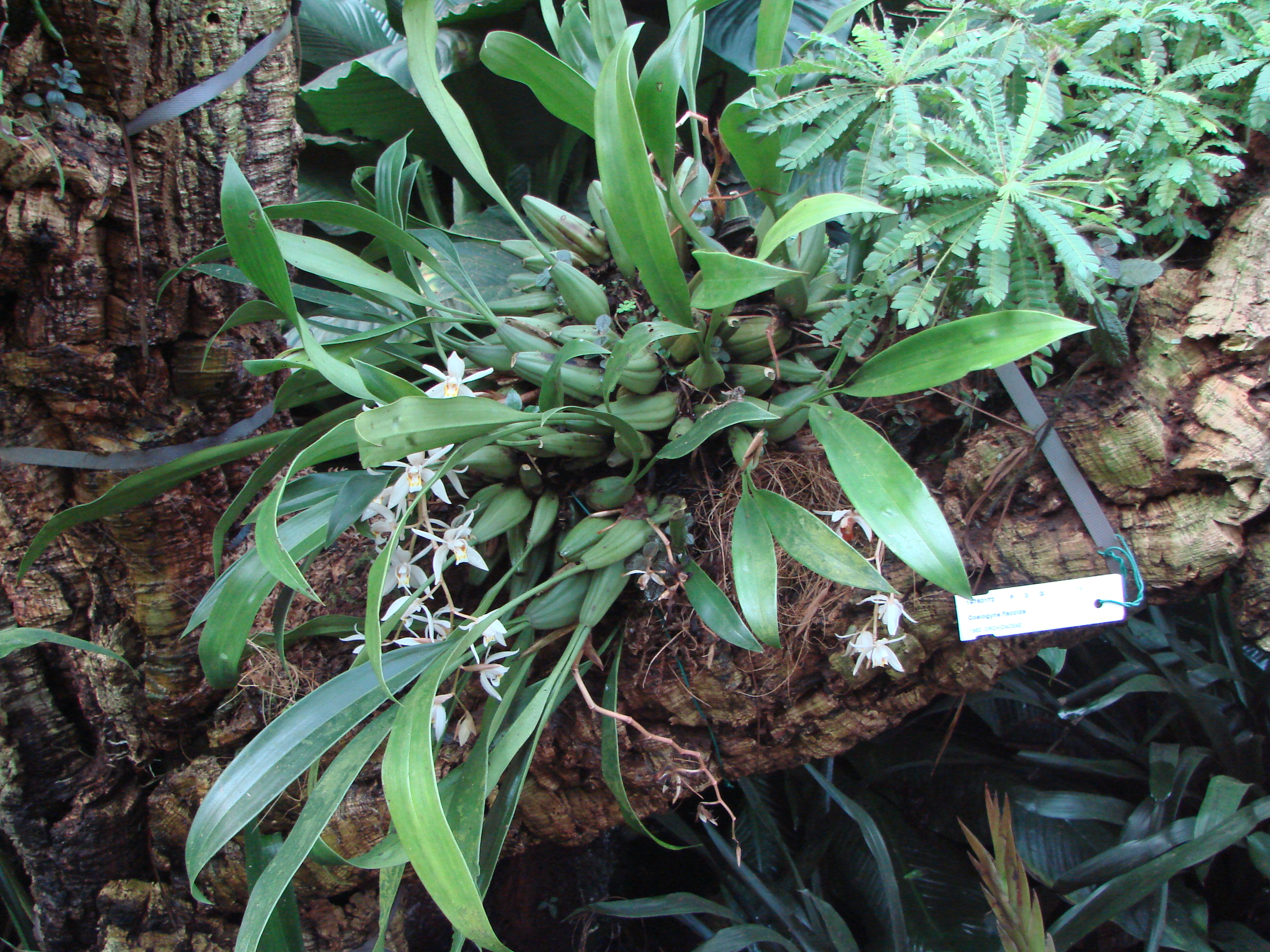
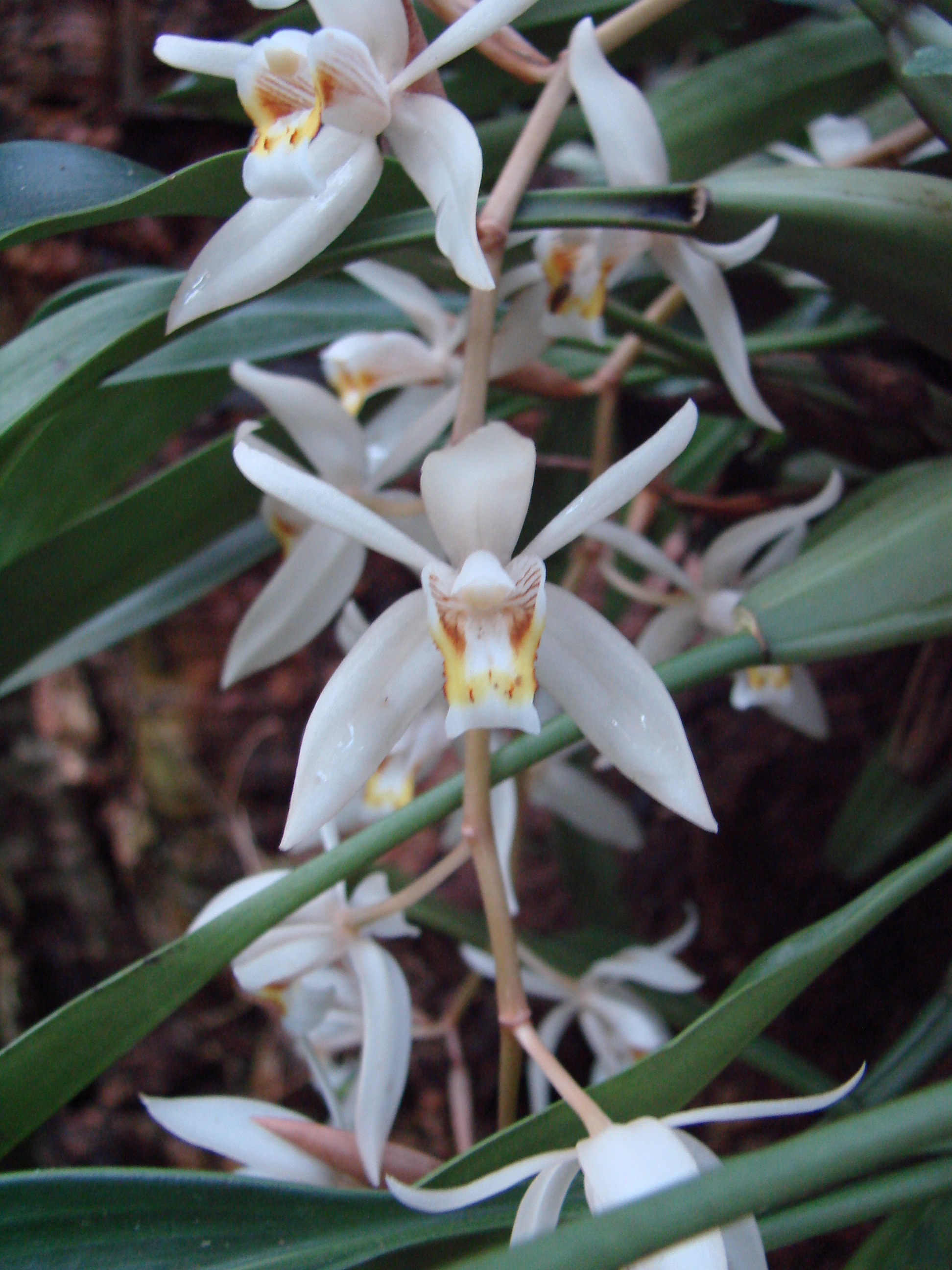
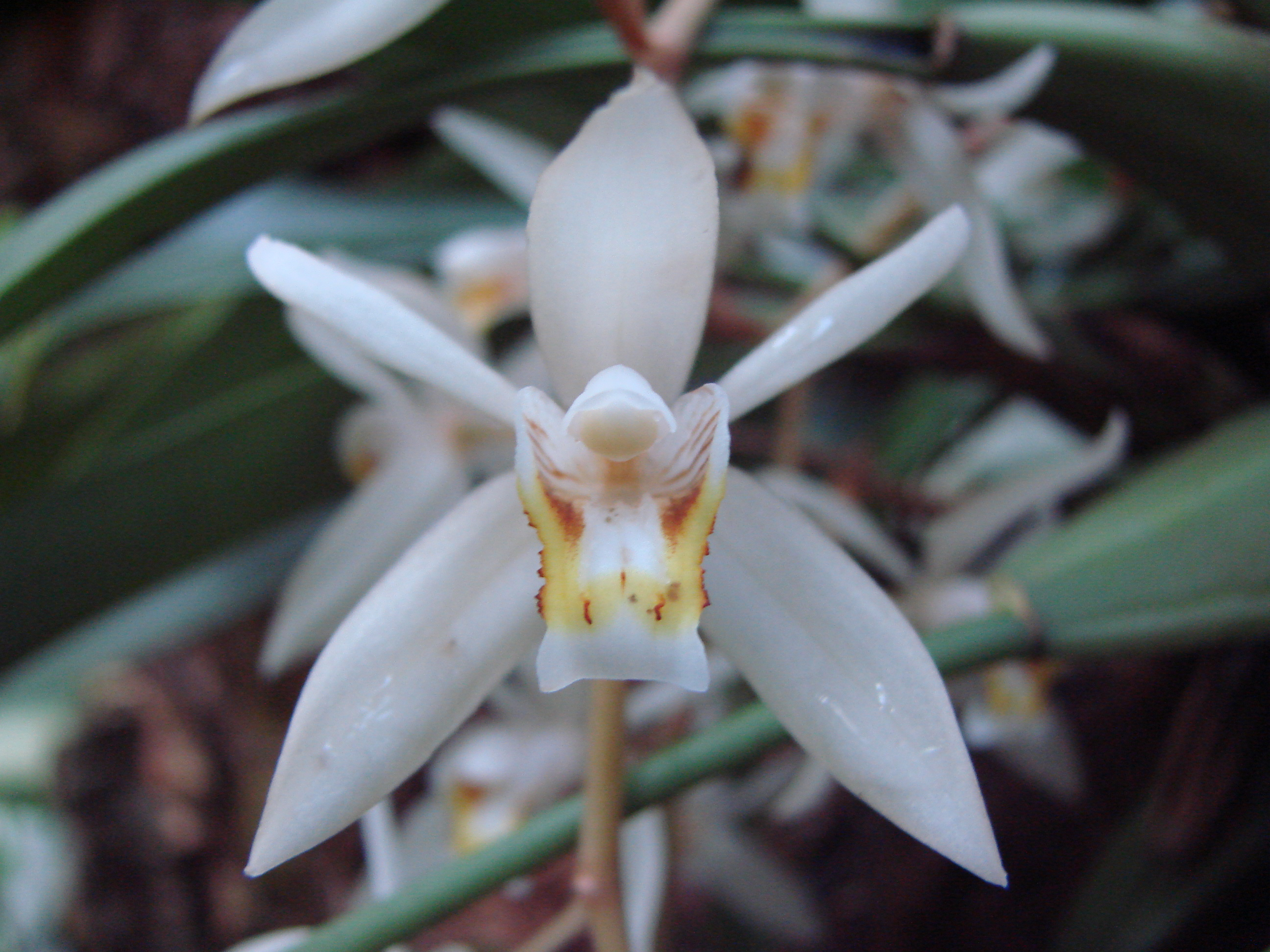
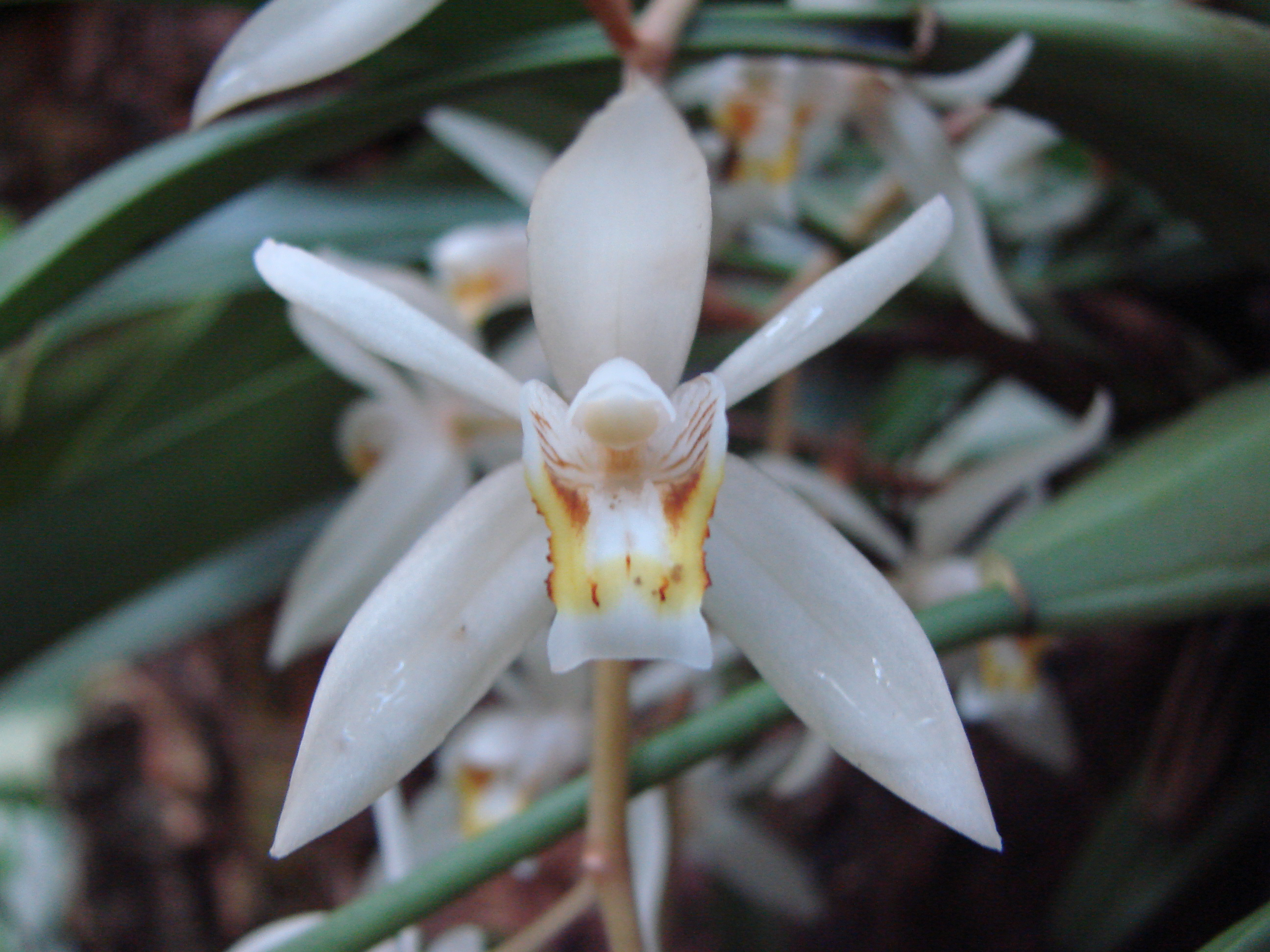